# Te veel te vaak
Te veel te vaak is een single van de Nederlandse zangeres Liesbeth List. Het is afkomstig van haar album Foto, dat in 1975 goed verkocht. De single kwam uit na een periode dat List een uitstapje maakte naar het Engels met een album Meet lovely Liesbeth List.
Onderwerp van Te veel te vaak is een uitgebluste liefde. De tekst is van Rob Chrispijn.

## Hitnotering

### Nederlandse Top 40
| Hitnotering: week 17 t/m 24 in 1974 | Hitnotering: week 17 t/m 24 in 1974 | Hitnotering: week 17 t/m 24 in 1974 | Hitnotering: week 17 t/m 24 in 1974 | Hitnotering: week 17 t/m 24 in 1974 | Hitnotering: week 17 t/m 24 in 1974 | Hitnotering: week 17 t/m 24 in 1974 | Hitnotering: week 17 t/m 24 in 1974 | Hitnotering: week 17 t/m 24 in 1974 | Hitnotering: week 17 t/m 24 in 1974 |
| Week:                               | 1                                   | 2                                   | 3                                   | 4                                   | 5                                   | 6                                   | 7                                   | 8                                   |                                     |
| ----------------------------------- | ----------------------------------- | ----------------------------------- | ----------------------------------- | ----------------------------------- | ----------------------------------- | ----------------------------------- | ----------------------------------- | ----------------------------------- | ----------------------------------- |
| Positie:                            | 26                                  | 22                                  | 13                                  | 11                                  | 11                                  | 15                                  | 21                                  | 35                                  | uit                                 |

### NederlandseDaverende 30
| Hitnotering: 20-4-1974 t/m 14-6-1974 | Hitnotering: 20-4-1974 t/m 14-6-1974 | Hitnotering: 20-4-1974 t/m 14-6-1974 | Hitnotering: 20-4-1974 t/m 14-6-1974 | Hitnotering: 20-4-1974 t/m 14-6-1974 | Hitnotering: 20-4-1974 t/m 14-6-1974 | Hitnotering: 20-4-1974 t/m 14-6-1974 | Hitnotering: 20-4-1974 t/m 14-6-1974 | Hitnotering: 20-4-1974 t/m 14-6-1974 | Hitnotering: 20-4-1974 t/m 14-6-1974 |
| Week:                                | 1                                    | 2                                    | 3                                    | 4                                    | 5                                    | 6                                    | 7                                    | 8                                    |                                      |
| ------------------------------------ | ------------------------------------ | ------------------------------------ | ------------------------------------ | ------------------------------------ | ------------------------------------ | ------------------------------------ | ------------------------------------ | ------------------------------------ | ------------------------------------ |
| Positie:                             | 29                                   | 24                                   | 13                                   | 11                                   | 12                                   | 12                                   | 15                                   | 26                                   | uit                                  |

### NPO Radio 2 Top 2000
| Nummer met noteringen in de NPO Radio 2 Top 2000 | '03  | '04  | '05  | '06  | '07  | '08  | '09  |
| ------------------------------------------------ | ---- | ---- | ---- | ---- | ---- | ---- | ---- |
| Te veel te vaak                                  | 1732 | 1819 | 1762 | 1572 | 1637 | 1725 | 1910 |

1. ↑  Een vetgedrukt getal geeft de hoogste notering aan.
2. ↑  2003 was het eerste jaar met een notering voor dit nummer.
3. ↑  Deze tabel is bijgewerkt tot en met de laatste editie (2024).